# Tamatoa
Tamatoa ist ein männlicher Vorname.

## Herkunft und Bedeutung
Der Name ist taihitianischen Ursprungs. Der Name stammt vom tahitianischen tama (Kind) und tao (Krieger/Soldat).

## Bekannte Namensträger
- Tamatoa Wagemann (* 1980), tahitianischer Fußballspieler
- Tamatoa Tetauira (* 1996),[2] tahitianischer Fußballspieler
- John Tamatoa Baker (1852–1921),[3] hawaiianischer Politiker und Geschäftsmann
- Tamatoa Dynastie
  - Tamatoa II, König von Raiatea und Vater von Tamatoa III
  - Tamatoa III (c. 1757 – 1831), König von Raiatea von 1820 bis 1831
  - Tamatoa IV (1797–1857),  König von Raiatea von 1831 bis 1857
  - Tamatoa V (1842–1881),  König von Raiatea und Tahaa von 1857 bis 1871
  - Tamatoa VI (1853–1905),  König von Raiatea und Tahaa von 1885 bis 1888
  - Teriivaetua Tamatoa (1869–1918), Mitglied der Pōmare Dynastie und Tochter von Tamatoa V